# Здание альтинга
Здание альтинга (исл. Alþingishúsið от hús — «дом, здание, строение») — классическое здание постройки XIX века на площади Эйстюрвёдлюр в центре Рейкьявика, столицы Исландии. Здание занимает альтинг, парламент Исландии.
В здании расположены зал заседаний, несколько конференц-залов и офисов. Остальные помещения альтинга расположены в других зданиях на площади Эйстюрвёдлюр.

## История
Решение о строительстве здания принято альтингом в 1867 году. В 1879 году альтинг выделил 100 тысяч исландских крон на строительство. Была создан комитет, в который вошли пять депутатов альтинга: Бергюр Торберг (1829—1886), Аурни Торстейнсон (1828—1907), Гримюр Томсен (1820–1896), Трюггви Гюннарссон (1835—1917) и Тоураринн Бёдварссон (1825—1895).
Здание построено в 1880—1881 годах из тёсаного исландского камня по проекту датского архитектора Фердинанна Мельдаля (дат. Ferdinand Meldahl; 1827—1908). На крыше над центральным входом была помещена корона и герб датского короля Кристиана IX.

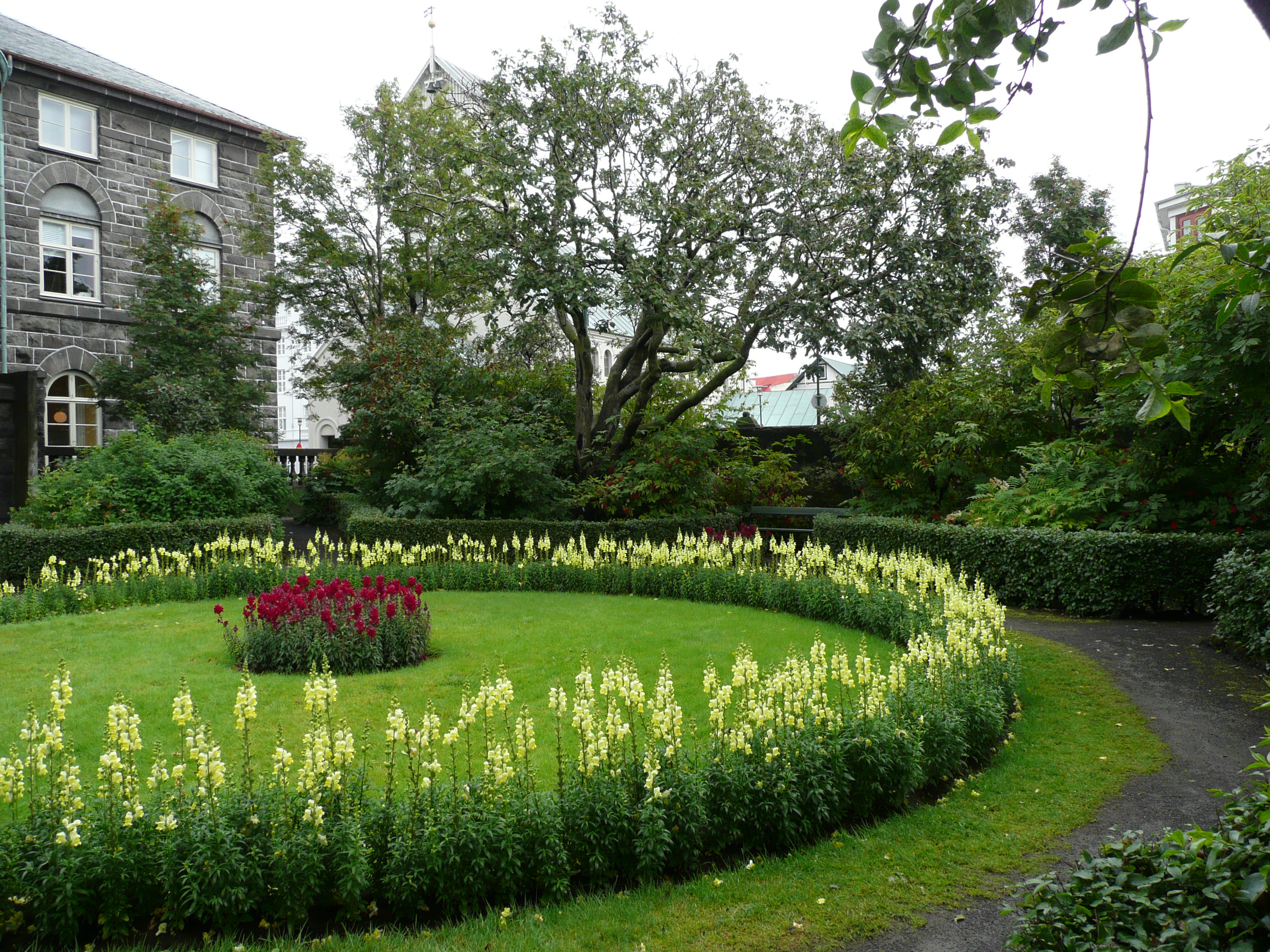
Сад альтинга

За зданием альтинга в 1893—1895 годах создан первый в Исландии сад с декоративными растениями (skrúðgarður).

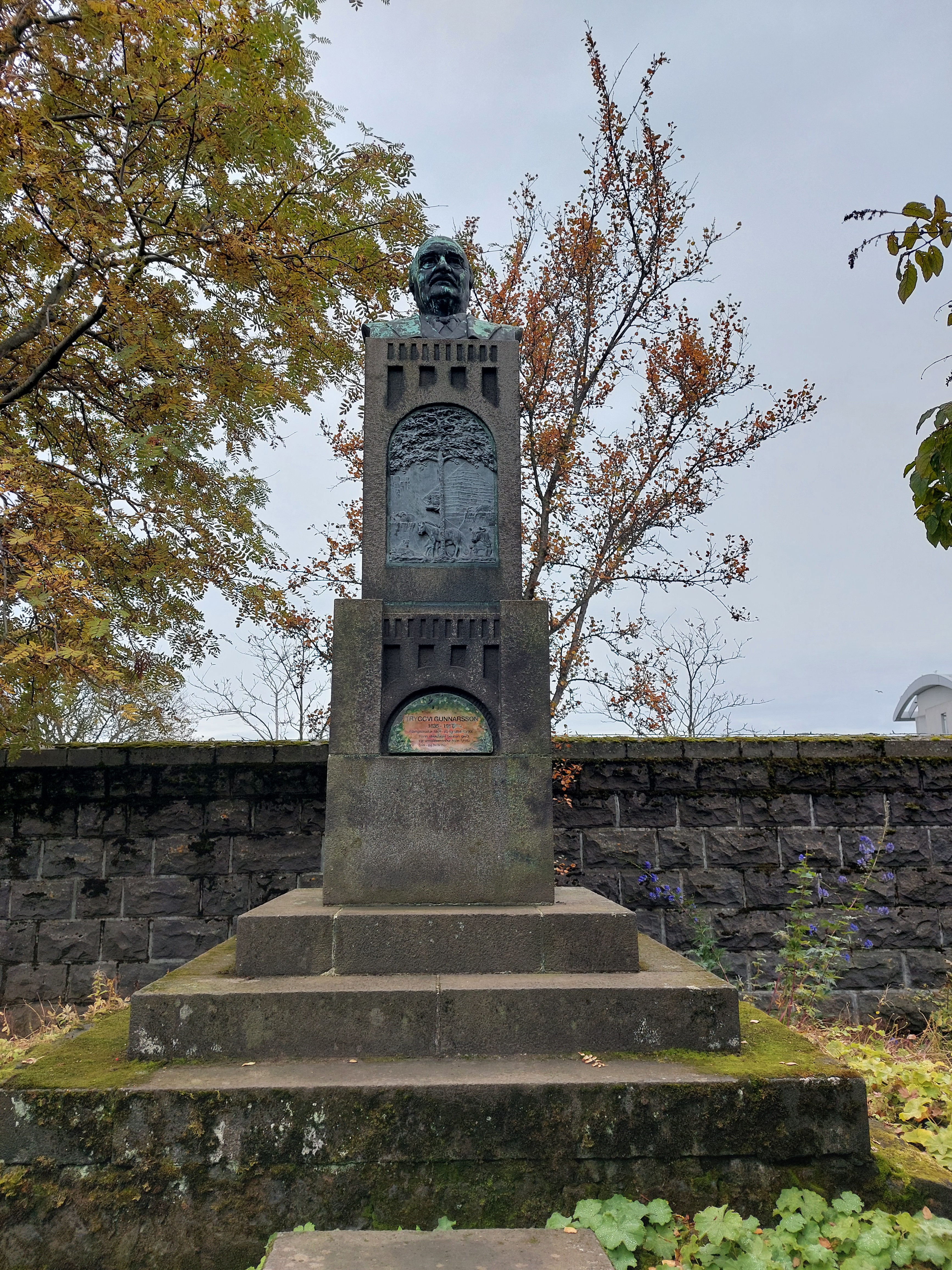
Памятник Трюггви Гюннарссон (1835—1917) в саду альтинга

В 1908 году к зданию пристроена апсида Крингла (Kringla — «круг») по проекту датского архитектора Фредерика Киэрбоэ (дат. Frederik Kiørboe; 1878—1952)
С 1911 по 1940 год первый этаж здания занимал Исландский университет. До 1973 года в здании альтинга располагался офис президента. В разное время в здании также размещались Исландская национальная библиотека, Коллекция антиквариата и Национальная галерея Исландии.
В 2002 году рядом построено здание Скаули (Skáli — «хижина»).
В 2012 году напротив здания альтинга был установлен Монумент гражданскому неповиновению работы испанского художника Сантьяго Сьерры (род. 1966) с цитатой из Декларации прав человека и гражданина:

«Когда правительство нарушает права народа, восстание составляет для каждой части народа самое священное из прав и самую необходимую из обязанностей»
Оригинальный текст (исланд.)Þegar ríkisstjórn brýtur á rétti þegnanna, þá er uppreisn helgasti réttur og ófrávíkjanlegasta skylda þegnanna sem og hvers hluta þjóðarinnar.
Оригинальный текст (англ.)When the government violates the rights of the people, insurrection is for the people and for each portion of the people the most sacred of rights and the most indispensable of duties.

В 2022—2023 годах построено новое офисное здание Смидья (Smiðja — «кузница») по проекту архитекторов Маргрет Хардардоуттир (Margrét Harðardóttir) и Стива Кристера (Steve Christer) из фирмы Studio Granda, спроектировавших ранее ратушу Рейкьявика и здание Верховного суда Исландии. Согласно археологическим раскопкам на этом месте была кузница в период колонизации острова, отсюда и название здания. Здание облицовано местными горными породами, оставшимися от прежних строительств: базальтом серого оттенка от фундамента Государственной больницы, базальтом голубого оттенка от здания банка Landsbankinn, габбро от морских волнозащитных сооружений в порту, а также риолитом, добытым в старом карьере в Дьюпивогюре.